# Kotjärnen (Degerfors socken, Västerbotten, 715925-167435)
Kotjärnen är en sjö i Vindelns kommun i Västerbotten och ingår i Umeälvens huvudavrinningsområde.